# Мазир Сула
Мазир Сула (на френски: Mazire Soula) е френски футболист, който играе на поста атакуващ полузащитник.

## Кариера
На 28 април 2017 г. Сула дебютира за Льо Авър при загубата с 2:0 като гост на Страсбург.

### Черно море
На 1 януари 2022 г. Мазир става част от отбора на Черно море. Прави дебюта си на 20 февруари при загубата с 1:2 като домакин на Лудогорец.

### Левски (София)
На 23 юли 2025г., става част от състава на Левски София.